# The Wailing Wailers
The Wailing Wailers je album v stilu ska, ki ga je izdala skupina The Wailers. Album je bil izdal leta 1965, posnet pa med letoma 1963 in 1965.

## Seznam pesmi
- I Am Gonna Put It On
- I Need You
- Lonsome Feeling
- What's New Pussycat
- One Love
- When The Well Runs Dry
- Ten Commandments Of Love
- Rude Boy
- It Hurts To Be Alone
- Love & Affection
- I Am Still Waiting
- Simmer Down